# Zdziar Wielki

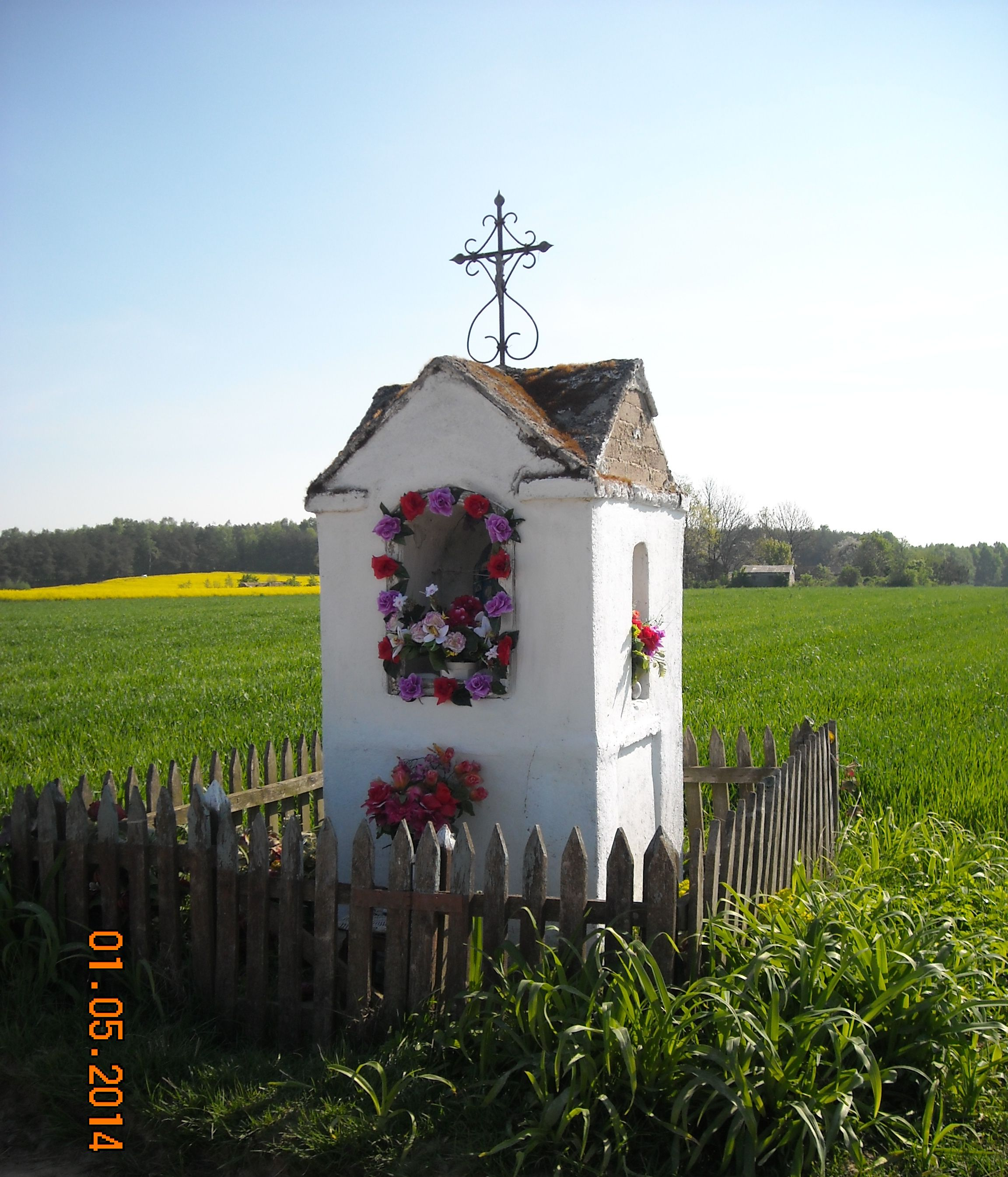
Zdziar Wielki – kapliczka przy drodze w kierunku Begna

Zdziar Wielki – wieś sołecka w Polsce położona w województwie mazowieckim, w powiecie płockim, w gminie Staroźreby. Leży nad rzeką Płonką. W II RP siedziba gminy Staroźreby. 
| SIMC    | Nazwa           | Rodzaj    |
| ------- | --------------- | --------- |
| 0577171 | Zdziar Gąsowski | część wsi |

W latach 1975–1998 miejscowość administracyjnie należała do województwa płockiego. 

## Nazwa
Nazwa wsi „zdziar” (≤ zžar, zżar) oznacza 'obszar spalony, wypalony’, co wskazuje na pierwotne usytuowanie miejscowości na terenie uzyskanym pod uprawę przez wypalanie lasu.

## Historia
Wieś wzmiankowana w źródłach po raz pierwszy w roku 1349 jako Zdzary. Począwszy od XIV w. stanowiła własność szlachecką rodu Gozdawitów. W późniejszym okresie w wyniku podziałów z dóbr tych wyłoniło się kilka jednostek osadniczych: Zdziar Wielki, Zdziar Mały, Zdziar Gęsi (Gasowski), Zdziar Łopatki, Zdziar Krawieczyn, Zdziar Bylin i Zdziar Sarzyn, z których obecnie tylko cztery pierwsze zachowały w nazwie jako pierwszy człon Zdziar. Według Słownika geograficznego Królestwa Polskiego w 1827 r. Zdziar Wielki liczył 14 domów i 115 mieszkańców, a kilkadziesiąt lat później – 12 domów i 164 mieszkańców i był siedzibą urzędu gminnego. 
Według spisu powszechnego z 30. września 1921 r. miejscowość zamieszkiwało 238 osób, w tym 230 narodowości polskiej i 8 narodowości żydowskiej. W okresie międzywojennym wieś była siedzibą gminy Staroźreby, posiadała także szkołę powszechną. 
Po drugiej wojnie światowej we wsi funkcjonowała szkoła podstawowa, kółko rolnicze i ochotnicza straż pożarna.
W czerwcu 1950 r. (według innych źródeł w 1954 lub 1955 r.) w miejscowości miał się wydarzyć cud – gipsowa figurka Matki Boskiej w kapliczce położonej w pobliżu rzeki Płonki miała płakać i poruszać się. Wieść o rzekomym cudzie zaczęła gromadzić okoliczną ludność – według różnych źródeł od 30 do 50 tysięcy osób. Zdecydowana reakcja władz państwowych oraz nieuznanie cudu przez władze kościelne doprowadziły do stopniowego wygaszenia zainteresowania tym wydarzeniem.
Obecnie we wsi działa Ochotnicza Straż Pożarna, istnieje także kaplica rzymskokatolicka podlegająca parafii w Górze.
W 2009 r. wieś liczyła 179 mieszkańców (według PESEL).

## Ludzie związani z miejscowością
- Strogomir ze Zdziar herbu Gozdawa, zm. po 1469, prepozyt płocki[16]
- Bolesław Zdziarski (1863–1931), działacz społeczny, od 1902 r. właściciel majątku Zdziar Wielki i dzierżawca majątku Ostrzykowo[17]
- Jan Staniszewski (1917–1988), artysta ludowy, rzeźbiarz[18]
- Maria i Jerzy Kopczyńscy, artyści ludowi, rzeźbiarze[19]